# Peter Phillips (artista)
Peter Phillips (Birmingham, 21 maggio 1939 – Regione di Sunshine Coast, 23 giugno 2025) è stato un artista britannico annoverato fra i pionieri della pop art. Nelle sue opere spaziò da oli su tela a composizioni multimediali, collage fino alle sculture.

## Biografia
Nato a Birmingham, Phillips si formò al Royal College of Art insieme a David Hockney, Allen Jones, Ronald Brooks Kitaj e altri esponenti della pop art britannica. Dopo aver ricevuto una Harkness Fellowship, si trasferì a New York, dove espose le sue opere insieme a quelle di Andy Warhol, Roy Lichtenstein e James Rosenquist. Phillips in seguito ritornò in Europa fino a stabilirsi definitivamente in Australia nel 2015. 